# Kølig Kaj
Kølig Kaj, nacido Thomas Lægaard Sørensen, (Pindstrup, 15 de agosto de 1971) es un rapero danés.
En 1997 representó a su país en el Festival de Eurovisión 1997 con la canción "Stemmen i mit liv". En el Festival de Eurovisión finalizó en la 16.ª posición con tan solo 25 puntos. Kølig Kaj ha sido uno de los pioneros de la música hip hop en Dinamarca.
En 2001 fue el presentador del programa Dansk Melodi Grand Prix.

## Discografía
- Solgt Ud!, 1997[3]